# Vernichtungsgedanke
Vernichtungsgedanke („conceptul anihilării”)  este o doctrină tactică datând din vremea lui Frederic cel Mare. Această doctrină pune accentul pe o mișcare continuă a forțelor proprii pentru dezechilibrarea inamicului, permițându-i atacatorului să își impună voință împotriva defensivei și să evite blocarea în luptele poziționale.  Acest concept se bazează pe instruirea superioară și disciplina riguroasă a trupelor, la care se adaugă existență unei corp de comandă profesionist. Principiile Vernichtungsgedanke au fost explicate în tratatul clasic Vom Kriege al lui Carl von Clausewitz. 
Această doctrină a fost folosită în o serie de conflagrații precum Războiul de Succesiune Austriacă, Războiul de Șapte Ani, Războaiele Napoleoniene, Războiul austro-prusac și Războiul franco-german. Succesele militare ale Regatului Prusiei și mai târziu al Imperiului German  a fost un catalizator al sistemului de alianțe militaro-politice ale secolului al XIX-lea din Europa. 
Cursa înarmării declanșată în perioada  „Lungii Păci”a Sistemului Congresului  a dus la producerea unor echipamente militare care au erodat avantajele atacatorului. Avantajele au trecut de partea defensivei și această schimbare a fost evidentă în timpul primei conflagrații mondiale, când acțiunile militare s-au rezumat la lupte de tranșee foarte sângeroase. Dominația Vernichtungsgedanke ca doctrină militară principală a principalelor puteri europene a luat sfârșit pe frontul de vest unde marea concentrarea de soldați și echipamente militare au făcut imposibile manevrele de ocolire sau încercuire ale inamicului. Pe frontul de răsărit însă, tactica a fost folosită cu succes în bătălii precum cea de la  Tannenberg din 1914, unde densitatea redusă a militarilor și a tehnicii militare au lăsat spațiu de manevră mai mare pentru atacatori. 
În deceniul al patrulea al secolului trecut, teoreticieni militari precum britanicul Vivian Loyd au propus folosirea pe scară largă a vehiculelor șenilate ușoare pentru asigurarea unui sprijin rapid și flexibil al unităților de tancuri. Abordările lui Loyd, cunoscute ca „armoured idea” ori „all-tank idea” nu au fost acceptate de comandanții britanici. 
În momentul izbucnirii celei de-a doua conflagrații mondiale, mai mulți generali germani, printre care cel mai important a fost Heinz Guderian, erau conștienți de faptul că Vernichtungsgedanke este o doctrină perimată și au promovat idei noi pentru înlocuirea ei. Ei au trebuit să înfrângă însă inerția birocrației și doar rezultatele bune obținute pe câmpul de luptă au dus la modificarea concepției Înaltului comandament și apariția a ceea ce avea să fie numit  Blitzkrieg.